# اکسیران
اکسیران (به انگلیسی: Oxirene) با فرمول شیمیایی C۲H۲O یک ترکیب شیمیایی با شناسه پاب‌کم ۱۶۰۴۳۸ است. که جرم مولی آن ۴۲٫۰۴ g/mol می‌باشد. شکل ظاهری این ترکیب، جامد واکسی قرمز است.